# رودولف هاج
رودولف هاج (بالألمانية: Rudolf Haag) (و. 1922 – 2016 م) هو فيزيائي، وبروفيسور (أستاذ جامعي) من ألمانيا . ولد في توبنغن .
وهو عضو في الأكاديمية الألمانية للعلوم ليوبولدينا.

## مناصب وهيئات
أدار جامعة هامبورغ.

## جوائز وترشيحات
حصل على جوائز منها:
- Henri Poincaré Prize (سنة 1997).